# Raynham (Massachusetts)
Raynham – miasto w Stanach Zjednoczonych, w stanie Massachusetts, w hrabstwie Bristol.